# Spanish Fork
Spanish Fork é uma cidade localizada no estado norte-americano de Utah, no Condado de Utah.

## Demografia
Segundo o censo norte-americano de 2000, a sua população era de 20.246 habitantes.
Em 2006, foi estimada uma população de 27.717, um aumento de 7471 (36.9%).

## Geografia
De acordo com o United States Census Bureau tem uma área de
34,3 km², dos quais 34,3 km² cobertos por terra e 0,0 km² cobertos por água. Spanish Fork localiza-se a aproximadamente 1391 m acima do nível do mar.

## Localidades na vizinhança
O diagrama seguinte representa as localidades num raio de 8 km ao redor de Spanish Fork.